# Alex Henrique José
1. WEITERLEITUNG Alex Henrique